# Olivera Injac
Olivera Injac (in cirillico: Оливера Ињац?; Titograd, 1972) è una politica montenegrina, ministra della difesa dal 4 dicembre 2020 al 28 aprile 2022 e sindaca di Podgorica dal 13 aprile 2023 al 28 dicembre 2024.

## Biografia
Nata nel 1972 e cresciuta a Titograd (poi ridenominata Podgorica), si è laureata presso la Facoltà di Filosofia dell'Università del Montenegro a Nikšić, proseguendo i suoi studi presso il Centro per la cooperazione internazionale sul tema dell'Integrazione europea e dell'Europa orientale. Ha conseguito nel 2005 il master presso la Facoltà di Scienze politiche dell'Università del Montenegro, difendendo una tesi sugli Aspetti sociologici del terrorismo contemporaneo in Europa, mentre nel 2011 ha difeso la propria dissertazione per il dottorato sul tema Aspetti culturali della sicurezza internazionale. Nel 2007 ha completato il corso di studi sulla sicurezza avanzata presso il Centro per gli studi internazionali e sulla sicurezza "George Marshall" di Garmisch-Partenkirchen, così come il corso su aspetti legali della lotta contro il terrorismo presso l'Istituto della difesa per studi legali internazionali del Dipartimento statunitense della difesa.
Tra il 2000 e il 2008, è stata impiegata presso il Ministero degli affari interni montenegrino come consulente-analista della Direzione della Polizia criminale del Servizio di pubblica sicurezza e della Direzione di Polizia del Dipartimento per la cooperazione internazionale di polizia.
Nel 2008 è divenuta assistente nel gruppo di materie di sicurezza presso l'Università di Donja Gorica a Podgorica, divenendo assistente universitaria nel 2011 e poi professoressa associata di sicurezza nel 2016.

### Carriera politica
Nell'ambito della formazione del suo governo, il Primo ministro Zdravko Krivokapić l'ha nominata il 27 novembre 2020 come nuova ministra della difesa, carica che ha ricoperto fino alla formazione del nuovo governo Abazović il 28 aprile 2022.
Nell'agosto 2022 si è unita al neonato partito Europa Ora! (PES) guidato dagli ex ministri Milojko Spajić e Jakov Milatović, divenendone vicepresidente. Eletta al consiglio comunale di Podgorica nello stesso anno, è stata poi scelta come candidata del partito alla carica di sindaco della capitale montenegrina. Dopo le elezioni, ha giurato come sindaca della capitale il 13 aprile 2023, divenendo la prima donna a ricoprire l'incarico. Con il passaggio di una mozione di sfiducia presentata dell'opposizione e le successive elezioni comunali, il 28 dicembre 2024 viene sostituita dal suo collega di partito Saša Mujović.